# Диплатинаванадий
Диплатинаванадий — бинарное неорганическое соединение
платины и ванадия
с формулой Pt2V,
кристаллы.

## Получение
- Сплавление стехиометрических количеств чистых веществ:

{\displaystyle {\mathsf {2Pt+V\ {\xrightarrow {1100^{o}C}}\ Pt_{2}V}}}

## Физические свойства
Диплатинаванадий образует кристаллы
ромбической сингонии,
пространственная группа I mmm,
параметры ячейки a = 0,2724 нм, b = 0,8302 нм, c = 0,3786 нм, Z = 2,
структура типа диплатинамолибдена MoPt2
.
Соединение конгруэнтно образуется при температуре 1100 °C .